# Irisch-portugiesische Beziehungen
Die irisch-portugiesischen Beziehungen umfassen das zwischenstaatliche Verhältnis zwischen der Republik Irland und Portugal. Die Länder gingen nach der irischen Unabhängigkeit (1921) direkte diplomatische Beziehungen ein.
Ihre Beziehungen gelten als ausgezeichnet. Die beiden Länder, katholisch und atlantisch und von ihrem engen, aber wechselhaften Verhältnis zu ihrem jeweils einzigen und größeren Nachbarn Großbritannien bzw. Spanien geprägt, verbinden lockere, aber sehr alte historische Beziehungen. Beide sind zudem klassische Auswanderungsländer und gehörten im 20. Jahrhundert zu den ärmsten Ländern Europas, die nach ihrem jeweiligen EU-Beitritt dann einen enormen wirtschaftlichen und gesellschaftlichen Aufschwung erlebten, beide vor allem seit den 1990er Jahren. Beide gehörten 1999 zu den ersten Ländern, die den Euro als Zahlungsmittel einführten.
Ihre EU-Mitgliedschaft ist heute ihr wichtigstes politisches Verbindungsglied, neben der gemeinsamen Mitgliedschaft in weiteren multilateralen Organisationen wie der Organisation für wirtschaftliche Zusammenarbeit und Entwicklung (OECD, beide Gründungsmitglieder), dem Europarat, der Organisation für Sicherheit und Zusammenarbeit in Europa (OSZE), der Europäischen Weltraumorganisation (ESA) u. a. Zudem hat Irland seit 2021 Beobachterstatus in der Gemeinschaft der Portugiesischsprachigen Länder (CPLP).
Auch ihr wachsender bilateraler Handel, die gegenseitigen Auswanderergemeinden, der gegenseitige Tourismus und der Kulturaustausch (u. a. mit der bedeutenden Literaturgeschichte in beiden Ländern) sind wichtige Verbindungsfaktoren.

## Geschichte

### Bis 1800
Die Kelten kamen vermutlich zum Ende der Bronzezeit (etwa um 1000 v. Chr.) auf die Iberische Halbinsel bevor sie mit den keltischen Wanderungen um das 4. Jahrhundert dann in Irland eintrafen.
Irland wurde Anfang des 5. Jahrhunderts christianisiert, Portugal als Teil des Römischen Reiches bereits früher. Die zahlreichen Überfälle der Wikinger ab etwa 795 bremsten die Christianisierung Irlands zunächst. Portugal gehörte ebenfalls zu den Zielen der Plünderungen und Handelsfahrten der Wikinger, die damit auch Irland und Portugal verbanden.
Nachdem Portugal im Verlauf der christlichen Reconquista ab 1139 seine Unabhängigkeit erlangte, wurde Irland 1169 durch die Normannen erobert, was den Beginn des englischen Machtanspruchs auf Irland für die nächsten Jahrhunderte markierte. Phasenweise bestand dabei ein reger Handelsaustausch zwischen portugiesischen und irischen Häfen.

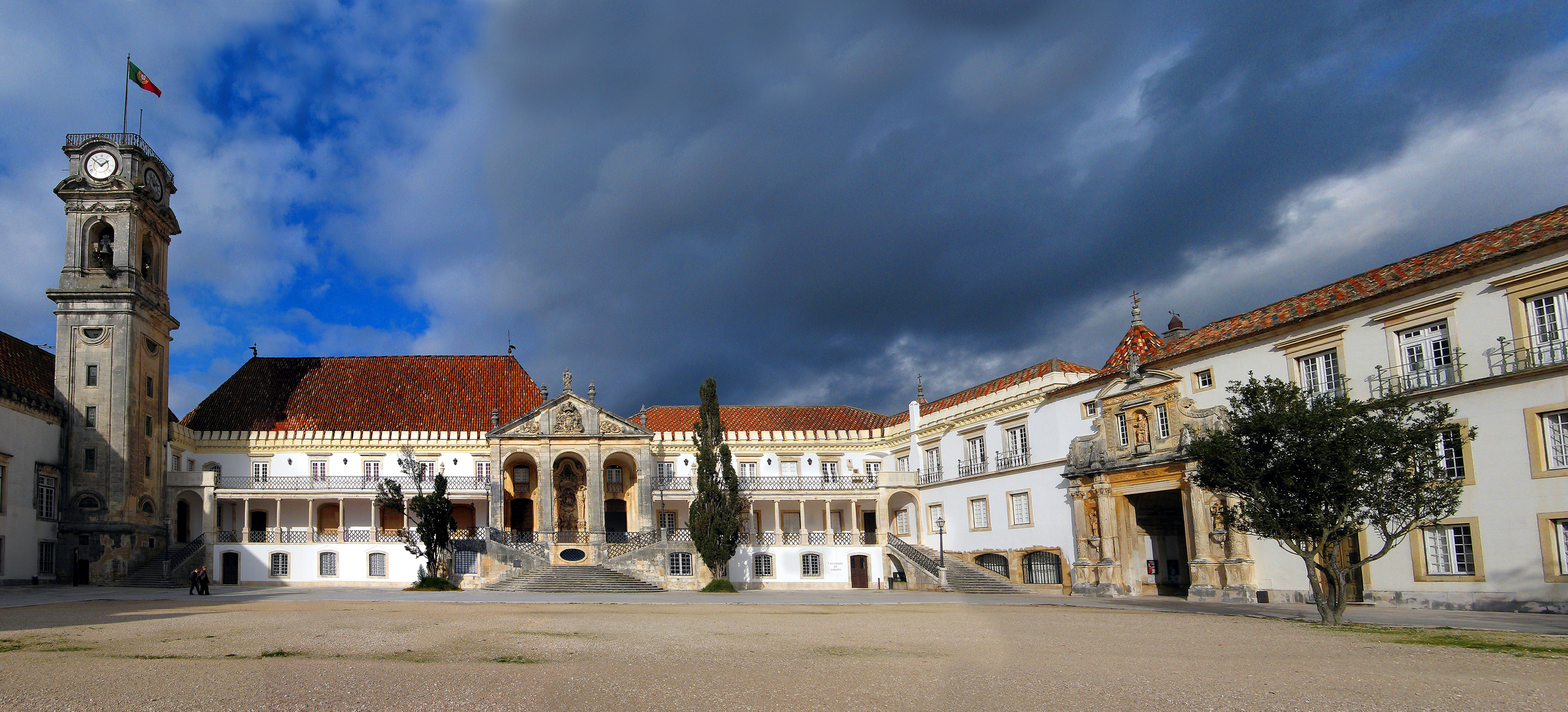
An der 1290 gegründeten Universität Coimbra trafen sich jahrhundertelang auch portugiesische und irische Studierende und Gelehrte.

Während Portugal seit Ende des 15. Jahrhunderts zur Seemacht aufstieg und mit dem Portugiesischen Kolonialreich das erste globusumspannende Kolonialreich erschuf, kam Irland 1541 direkt unter britische Herrschaft. Fortan bestimmten die britisch-portugiesischen Beziehungen das Verhältnis.
Portugals ungestümer König D. Sebastião fasste einen Plan zur Invasion Irlands durch den irischen Rebellen Thomas Stukley. Es waren bereits etwa 2000 Söldner aus anderen Teilen Europas nach Portugal gekommen, als der König sich doch umstimmen ließ und statt den alten portugiesischen Verbündeten England zu brüskieren in einen neuen Kreuzzug nach Marokko zog. In der folgenschweren Schlacht von Alcácer-Quibir 1578 kam der König dann um.
Im Neunjährigen Krieg (1594–1603) versuchten die Iren unter Aodh Mór Ó Néill sich von den Engländern zu befreien. Ihnen kam eine spanische Streitmacht zu Hilfe, in der möglicherweise auch Portugiesen dienten. Portugal war 1580 durch Erbfolge an Spanien gefallen und seine Flotte in dieser Iberischen Union nun zunehmend unter spanische Kontrolle gekommen. In der Belagerung von Kinsale 1601/1602 unterlagen die spanischen Einheiten am Ende den englischen Truppen. Diese Belagerung gilt als Teil des Englisch-Spanischen Krieges (1585–1604), in dessen Verlauf auch Portugal und Irland Kriegsschauplätze wurden, und Portugiesen und Iren dabei unter spanischer bzw. englischer Flagge gegeneinander kämpfen mussten. Iren verdingten sich jedoch auch als Söldner in der spanischen Armee, so dass vermutlich auch einige Iren und Portugiesen zusammen auf spanischer Seite standen.
Vor allem im 16. und 17. Jahrhundert kamen auch Iren zum Studium nach Portugal, an die Universität Coimbra. Im Restaurationskrieg (1640–1668), mit dem Portugal seine erneuerte Unabhängigkeit von Spanien endgültig durchsetzte, kämpften auch englische Truppen auf Seiten seines ältesten Verbündeten gegen Spanien. Unter den englischen Einheiten waren möglicherweise erneut Soldaten aus Irland, wenngleich die meisten bei der Rückeroberung Irlands (1649–1653) auf der einen oder der anderen Seite gekämpft haben dürften.

### Seit 1801
Während Irland nach der Rebellion von 1798 und dem folgenden Act of Union 1800 Teil des Vereinigten Königreichs Großbritannien und Irland wurde, erlebte Portugal unter seinem absolutistischen König D. João V. eine neue machtpolitische Blüte. Nach seinem Tod 1750 und dem verheerenden Erdbeben von 1755 modernisierte der mächtige Premierminister Sebastião José de Carvalho e Melo, der später unter seinem Adelstitel „Marquês de Pombal“ bekannt wurde, sein Land, gesellschaftlich im Geist der Aufklärung und wirtschaftlich im Sinne des Merkantilismus.
Während Napoleons Koalitionskriegen (1792–1815) erlebte dann Irland einen wirtschaftlichen Aufschwung, während Portugal durch die Napoleonischen Invasionen (1807–1812 in Portugal) in eine tiefe Krise geriet und dabei u. a. seine bedeutendste Kolonie Brasilien verlor und sich in deutlich vergrößerter Abhängigkeit von Großbritannien wiederfand. Ab 1821 erlebte Portugal seine Liberale Revolution, gefolgt vom Miguelistenkrieg (1832–1834), einem Bürgerkrieg, der eine weitere politische Entwicklung Portugals ermöglichte, wirtschaftlich jedoch für weitere Rückschritte sorgte.
Ab 1845 löste die Große Hungersnot in Irland einen starken Bevölkerungsrückgang durch Tod und Auswanderung aus. Die danach anhaltenden Unruhen (Land War) zeigten eine weiter steigende Unzufriedenheit in Irland, die im Osteraufstand 1916 in einen offenen Unabhängigkeitskampf und 1922 zur Gründung des Irischen Freistaats führte. Die 1910 ausgerufene Portugiesische Republik kämpfte ihrerseits mit inneren Unruhen, die 1926 in einen Militärputsch mündeten. Der katholische Ökonom Salazar wurde neuer Finanzminister und übernahm fortan die Alleinherrschaft.

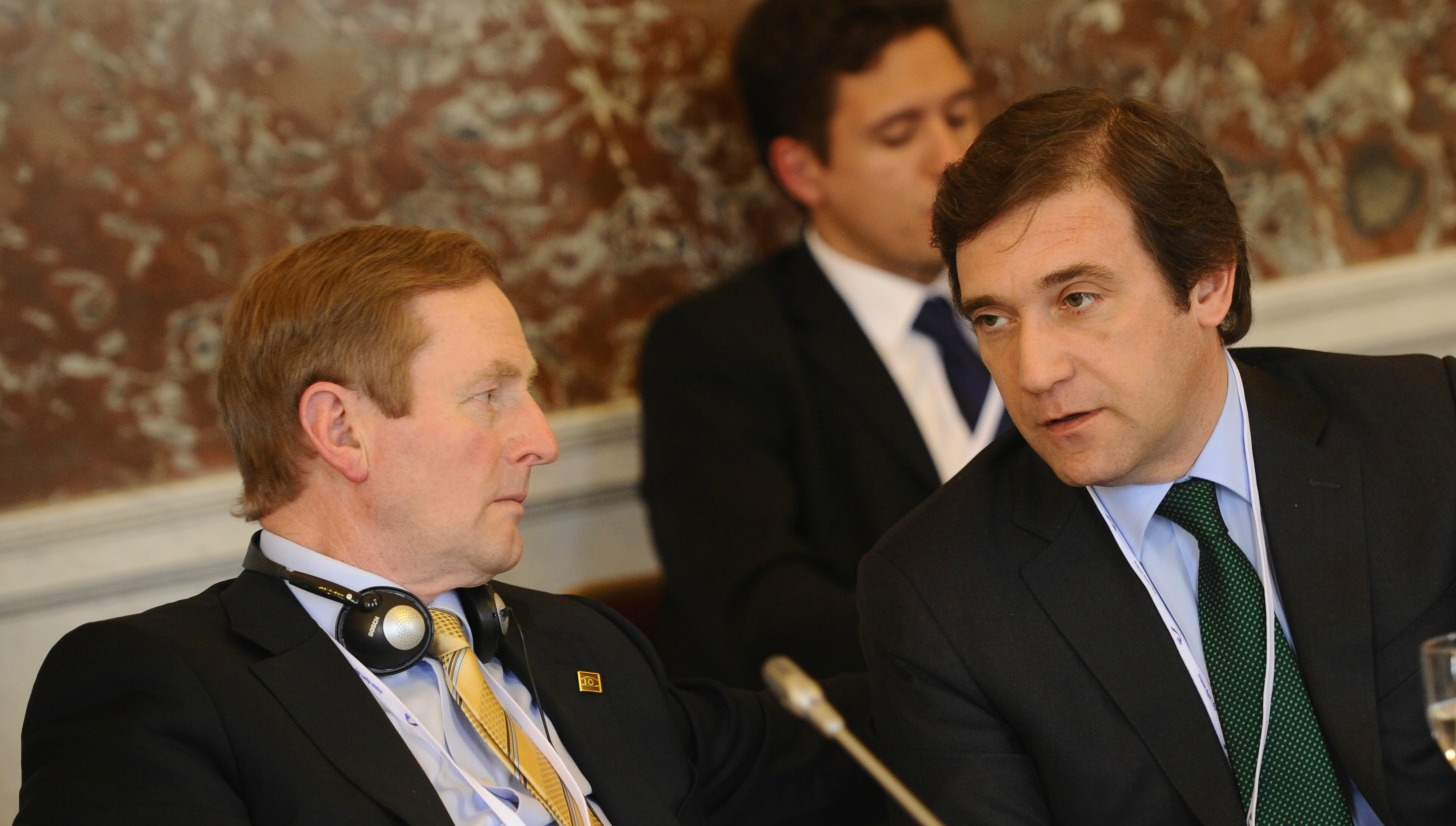
Irlands Premier Enda Kenny (links) und sein portugiesischer Amtskollege Passos Coelho (rechts) beim EVP-Gipfel 2012: seit der gemeinsamen EU-Mitgliedschaft nähern sich beide Staaten auf allen Ebenen zunehmend an.

Am 9. April 1928 trat ein erster Handels- und Schifffahrtsvertrag zwischen der Republik Portugal und dem Irischen Freistaat in Kraft.
Portugal konsolidierte sich unter Salazars klerikalfaschistischer Diktatur (ab 1932 Estado Novo) weiter, während sich Irland 1937–1949 als unabhängige Republik festigte.
1946 eröffnete Portugal eine eigene Vertretung (Legation) in Dublin, am 31. März 1951 akkreditierte sich erstmals ein Vertreter Portugals am dortigen Amtssitz. 1965 wurde die Legation zur Botschaft erhoben.
Während Portugal dank seiner rückwärtsgewandten kolonialistischen und repressiven Diktatur zunehmend isoliert wurde, insbesondere wegen der Portugiesischen Kolonialkriege seit 1961, entwickelte sich Irland nun zunehmend eigenständig, seit es 1949 aus dem Commonwealth ausgetreten war. 1973 trat Irland der Europäischen Wirtschaftsgemeinschaft (EWG) bei.
Die linksgerichtete Nelkenrevolution in Portugal 1974 beendete die Diktatur und das portugiesische Kolonialreich. Das nunmehr zur Demokratie zurückgekehrte Portugal wurde danach zunehmend westlich eingebunden und modernisierte sich tiefgreifend. 1986 trat es ebenfalls der EWG bei. Seither nähern sich Irland und Portugal stetig an.
Im Zuge der starken wirtschaftlichen Entwicklung beider Länder vor allem seit den 1990er Jahren intensivierten sich auch die politischen, wirtschaftlichen und kulturellen Beziehungen, mit häufigen Staatsbesuchen und Zusammenarbeit auf den verschiedenen Ebenen. Am 11. Oktober 1990 schlossen Irland und Portugal ein Kulturabkommen, am 1. Juni 1993 folgte ein Doppelbesteuerungsabkommen.
Im Verlauf der Eurokrise 2010 waren beide Länder Teil der als PIIGS bekannten Staatengruppe, die besonders schwer in die Krise gerieten. Irland kam 2013 als erstes Land aus der tiefsten Krise heraus, Portugal gelang es kurz später als zweites Land.

## Diplomatie

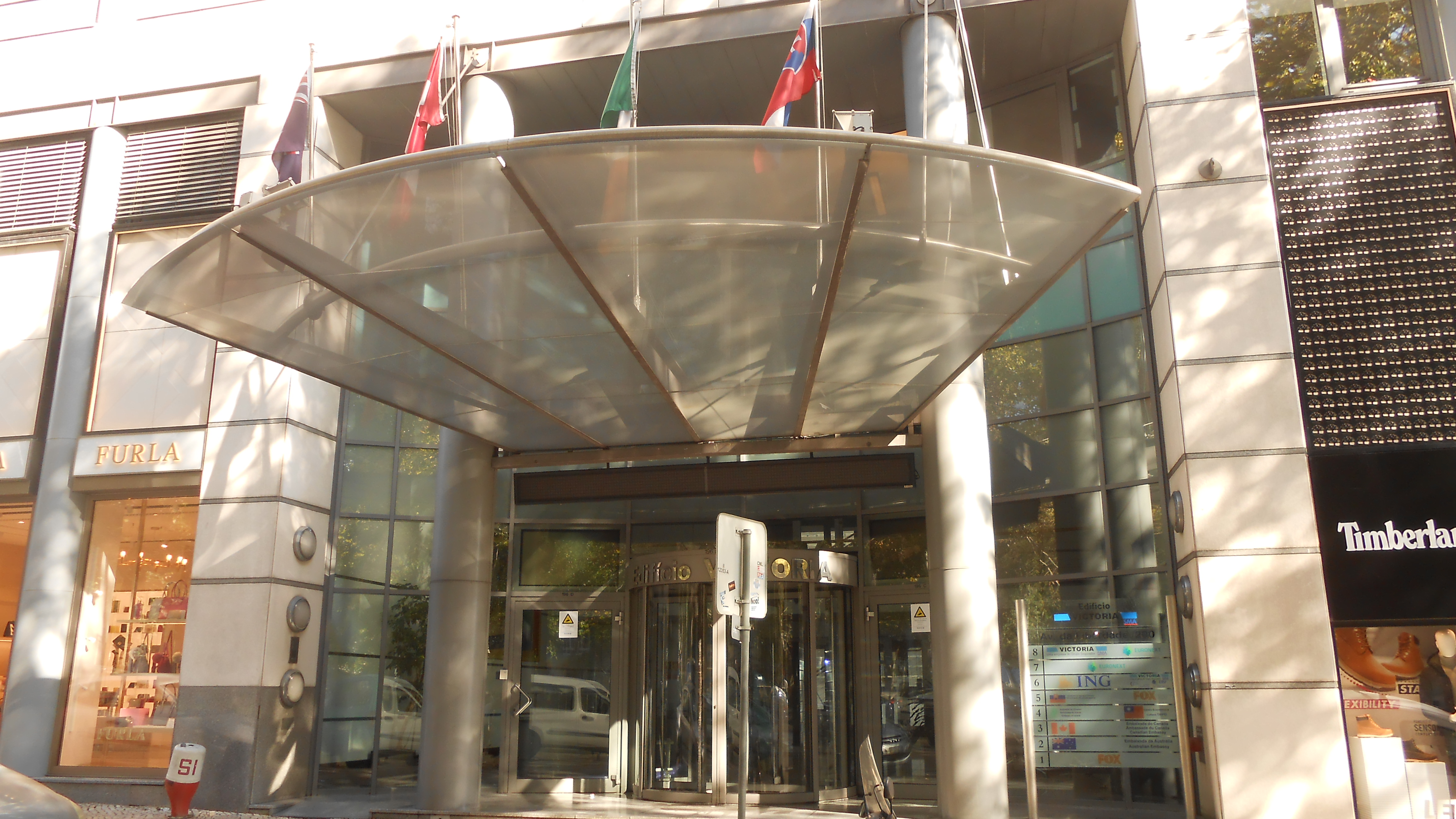
Eingang zur irischen Botschaft an der Avenida da Liberdade: das Edifício Victória beherbergt mehrere Botschaften.

Irland führt eine Botschaft in der portugiesischen Hauptstadt Lissabon. Irische Konsulate darüber hinaus sind in Portugal nicht eingerichtet (Stand 2020).
Portugal unterhält eine Botschaft in der irischen Hauptstadt Dublin, dazu ist ein portugiesisches Honorarkonsulat in der irischen Stadt Cork eingerichtet.

## Städtepartnerschaften
Seit 1989 gehen Orte beider Länder Städtepartnerschaften ein. Bis 1998 wurden drei Partnerschaften besiegelt (Stand 2019).

## Migration

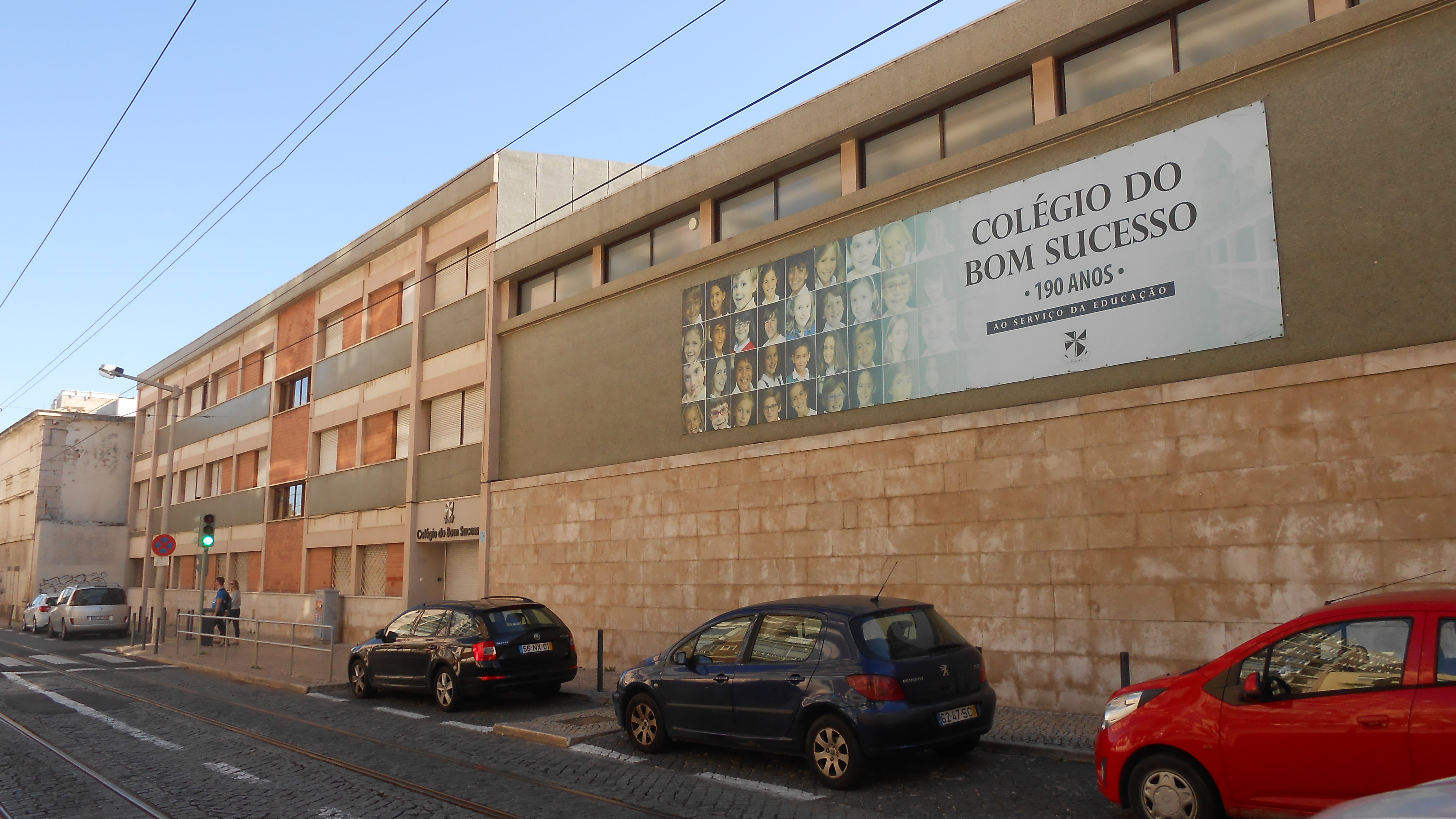
Mauern des Colégio do Bom Sucesso in Lissabon: die Schule wurde im 17. Jh. von irischen Dominikanerinnen gegründet, denen sie bis heute gehört.

Bereits im Mittelalter reisten Iren und Portugiesen ins jeweils andere Land, und ihre Häfen verband ein reger Handel. Später kamen irische Studenten zum Studium nach Portugal, insbesondere im 16. und 17. Jahrhundert.
Im weiteren Verlauf der Geschichte nahm die gegenseitige Migration ab, bis sie seit der gemeinsamen EU-Mitgliedschaft und insbesondere seit den 1990er Jahren wieder deutlich zunahm. Im Zusammenhang mit der tiefen Wirtschaftskrise in Portugal ab 2010, in Folge der Eurokrise, wanderten Portugiesen verstärkt auch nach Irland aus.
Als ein bekannteres Beispiel für die zunehmende Nähe beider Länder auch auf persönlicher Ebene kann der portugiesische Historiker Filipe Ribeiro de Meneses gelten, der seit den 1980er Jahren in Irland lebt, dort studierte, eine Irin heiratete, und nun auch dort lehrt (Geschichte an der National University of Ireland in Maynooth und Dublin). 2017 wurde er in die Royal Irish Academy aufgenommen.
Im Jahr 2019 waren 2.266 irische Staatsbürger in Portugal gemeldet, davon mit 1.008 fast die Hälfte an der Algarve.
2016 waren 4.807 portugiesische Staatsbürger in Irland gemeldet, 2019 waren insgesamt 7.755 mit Portugal verbundene Personen in den portugiesischen Konsulaten in Irland registriert.

## Wirtschaft

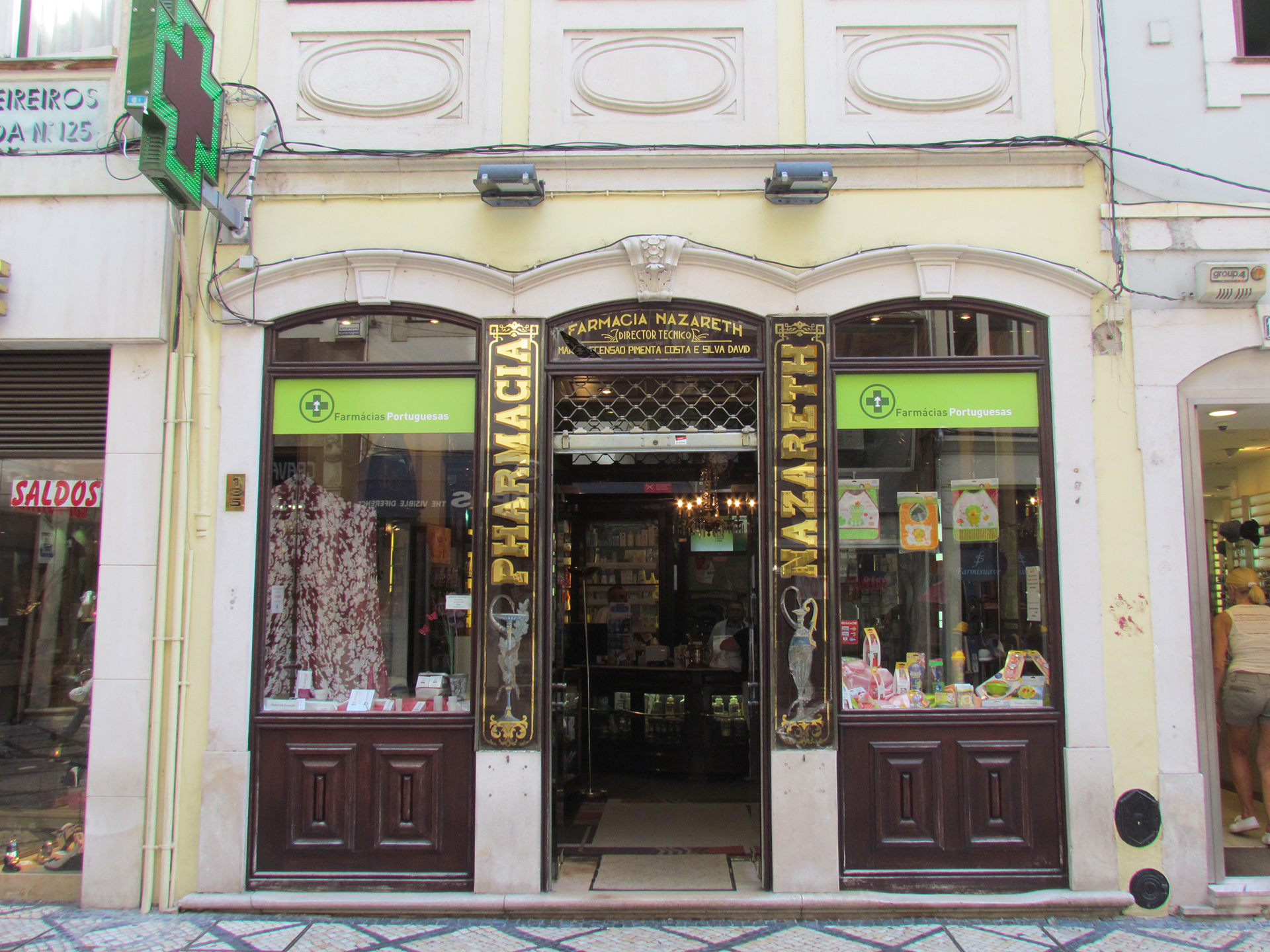
Apotheke in der Altstadt von Coimbra: Medikamente sind das wichtigste Handelsgut zwischen Irland und Portugal, es folgen Telefone und Geruchsstoffe (aus Irland) bzw. Metallteile und Kabel (aus Portugal). Im Dienstleistungssektor sind der gegenseitige Tourismus und die transnationalen Konzerntransfers bestimmend.

### Allgemein
Im Jahr 2016 tauschten Irland und Portugal Waren und Dienstleistungen in Höhe von insgesamt 1,732 Mrd. Euro aus (2015: 1,632; 2014: 1,497 Mrd.; 2013: 1,342 Mrd.; 2012: 1,288 Mrd.), mit einem Handelsbilanzüberschuss von 2,6 Mio. zu Gunsten Portugals, nachdem es zuvor meist einen irischen Überschuss gab (2015: 38,3 Mio.; 2014: 255,8 Mio.; 2015: 245,7 Mio.; 2012: 225,3 Mio.).
Im Jahr 2016 beliefen sich die Direktinvestitionen irischer Unternehmen in Portugal auf 1,714 Mrd. Euro, während portugiesische Unternehmen insgesamt 1,657 Mrd. Euro Direktinvestitionen in Irland führten.
Mit der Portuguese Irish Business Association (PIBA) besteht in Dublin eine irisch-portugiesische Handelskammer. Zudem unterhält die portugiesische Außenhandelskammer AICEP eine Niederlassung in Irland, an der portugiesischen Botschaft.

### Warenhandel
Im Jahr 2019 erreichte der bilaterale Warenhandel ein Volumen von 900,486 Mio. Euro (2018: 804,873 Mio.; 2017: 789,423 Mio.; 2016: 871,544 Mio.; 2015: 748,811 Mio.), traditionell mit einem Handelsbilanzüberschuss zu Gunsten Irlands (2019: 151,244 Mio.). 943 portugiesische Unternehmen waren zuletzt im Exportgeschäft nach Irland tätig.
Im Jahr 2016 führte Irland Waren im Wert von 335,9 Mio. Euro aus Portugal ein (2015: 237,6 Mio.; 2014: 189,3 Mio.; 2013: 154,0 Mio.; 2012: 136,2 Mio.), davon 31,1 % chemisch-pharmazeutische Produkte, 17,7 % Maschinen und Geräte, 16,2 % Metall, 4,7 % Schuhe, 4,7 % Fahrzeuge und Fahrzeugteile, und 4,4 % Bekleidung.
Im gleichen Jahr importierte Portugal Waren im Wert von 534,4 Mio. Euro aus Irland (2015: 511,2 Mio.; 2014: 602,2 Mio.; 2013: 544,6 Mio.; 2012: 544,3 Mio.), davon 52,6 % chemisch-pharmazeutische Produkte, 16,6 % Maschinen und Geräte, 9,4 % Lebensmittel, 5,7 % Metall, 4,9 % Fahrzeuge und Fahrzeugteile, und 3,4 % landwirtschaftliche Erzeugnisse.
Damit stand Irland im portugiesischen Außenhandel an 20. Stelle als Abnehmer und an 15. Stelle als Lieferant, während Portugal im irischen Außenhandel damit an 24. Stelle als Abnehmer und an 28. Stelle als Lieferant stand.

### Dienstleistungen und Tourismus
Die bilaterale Dienstleistungsbilanz umfasste 2016 ein Volumen von 918,9 Mio. Euro (2015: 889,4 Mio.; 2014: 709,6 Mio.; 2013: 657,0 Mio.; 2012: 632,5 Mio.), traditionell mit einem Handelsbilanzüberschuss zu Gunsten Portugals (2016: 177,7 Mio.), der überwiegend aus Einnahmen aus dem irischen Tourismus in Portugal stammt.
Im Jahr 2016 bestellte Irland Dienstleistungen im Wert von 548,3 Mio. Euro in Portugal (2015: 565,6 Mio.; 2014: 434,8 Mio.; 2013: 406,1 Mio.; 2012: 407,3 Mio.), davon 57,1 % Tourismus, 21,0 % Logistik und Transport, 12,7 % andere Unternehmensdienstleistungen und 4,1 % Telekommunikation und EDV.
Im gleichen Jahr nahm Portugal irische Dienstleistungen im Wert von 370,6 Mio. Euro in Anspruch (2015: 323,8 Mio.; 2014: 274,8 Mio.; 2013: 250,9 Mio.; 2012: 225,2 Mio.), davon 53,1 % andere Unternehmensdienstleistungen, 15,0 % Tourismus, 12,6 % Telekommunikation und EDV, und 10,3 % Urheberrechte.

## Kultur

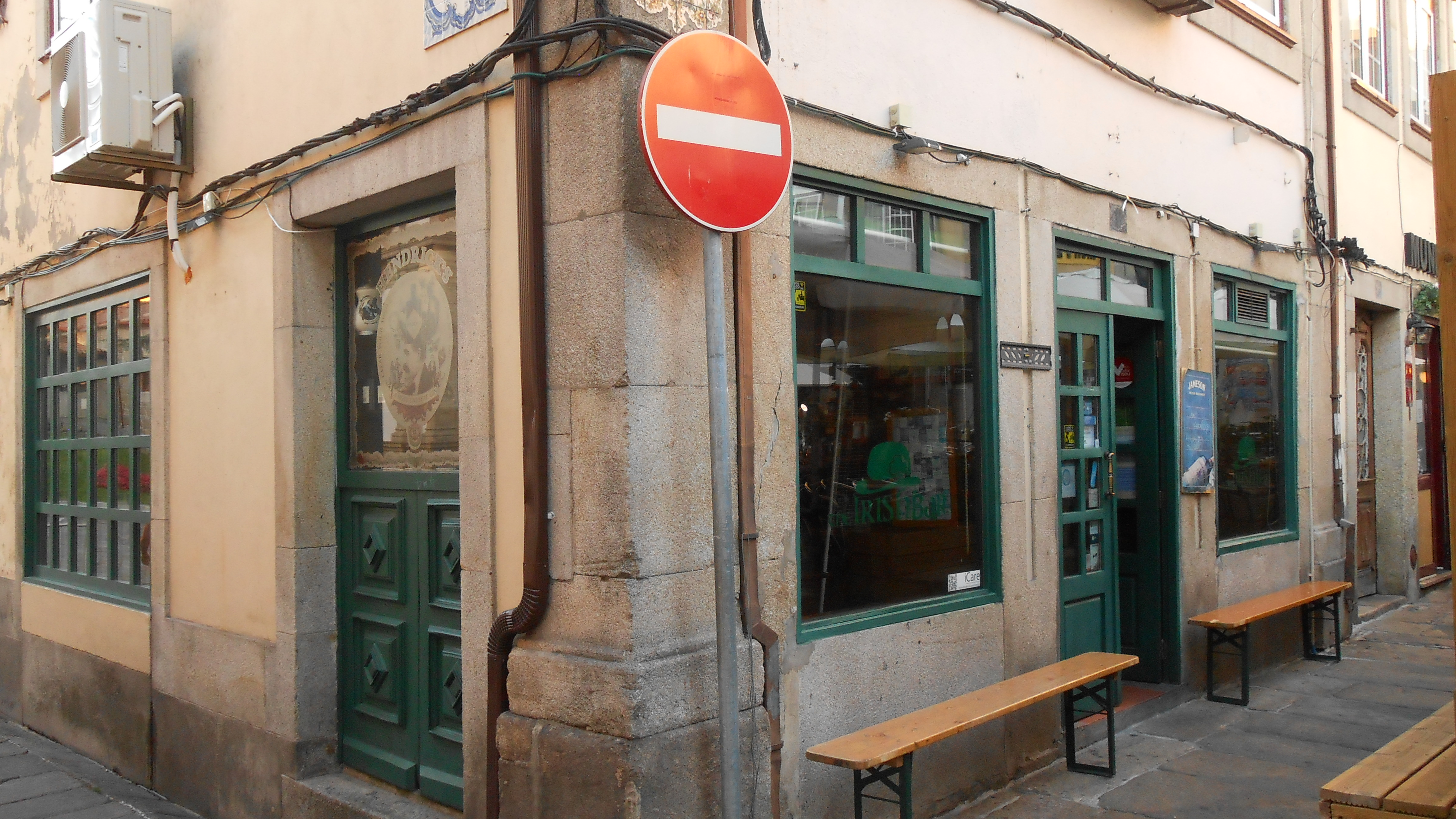
„The Irish Bar“, ein Irish Pub in Viseu: irische Kultur ist heute auch in Portugal verbreitet, insbesondere in Gastronomie, Literatur und Musik

### Institutionen
Das portugiesische Kulturinstitut Instituto Camões ist in Irland aktiv, u. a. mit Lektoraten an der National University of Ireland, insbesondere an der größten Universität Irlands, dem University College Dublin, und an der Maynooth University. Das irische Pendant Culture Ireland ist nicht selbst in Portugal präsent, hier werden kulturelle Aktivitäten über die irische Botschaft initiiert oder gefördert.
Seit dem irisch-portugiesischen Kulturabkommen vom 11. Oktober 1990 hat sich die Zusammenarbeit von Museen, Bibliotheken und anderen staatlichen und privaten Kulturinstitutionen intensiviert. Die zunehmende Nähe beider Länder zeigt sich dabei auch auf persönlicher Ebene, etwa beim Historiker Filipe Ribeiro de Meneses, der seit den 1980er Jahren in Irland lebt, dort studierte, eine Irin heiratete und nun auch dort lehrt, Geschichte an der National University of Ireland in Maynooth und Dublin. 2017 wurde er in die Royal Irish Academy aufgenommen.

### Malerei
Der irische Maler Patrick Swift (1927–1983) lebte ab 1962 an der portugiesischen Algarveküste, in Carvoeiro. Er malte u. a. das Liebespaar Snu Abecassis und Francisco Sá Carneiro und malte auch das offizielle Porträt seines Freundes Sá Carneiro, nachdem er Anfang 1980 Premierminister des Landes wurde. 1983 starb Swift an der Algarveküste an einem Hirntumor. 2001 erschien das Buch Patrick Swift: An Irish Painter in Portugal, das diese letzte Lebens- und Schaffensphase des Künstlers beleuchtet.

### Film und Fernsehen
Filmschaffende beider Länder sind regelmäßig auch auf Filmfestivals im jeweils anderen Land zu Gast. So gewannen beim wichtigsten portugiesischen Kurzfilmfestival, den Curtas Vila do Conde, bereits mehrmals irische Regisseure, so Steve Burke (1994), Damien O’Donnell (1996) und David O’Reilly (2008).
Gelegentlich kommt es auch zu Kooperationen zwischen dem Irischen und dem Portugiesischen Film, so etwa 2007, bei der portugiesischen Komödie dot.com, oder 1999 beim prämierten Film Mal des portugiesischen Regisseurs Alberto Seixas Santos, in der die irische Schauspielerin Pauline Cadell die weibliche Hauptrolle der mit einem portugiesischen Lobbyisten verheirateten Irin in Lissabon spielt.
2005 lief die sechsteilige irische RTÉ-Fernsehserie The Last Furlong. In der Comedy-Serie kommt der fiktive portugiesische Musiker Diogo Bernardo Furlong nach Irland, um die Asche seiner portugiesischen Mutter auf dem Grab seines verschollenen irischen Vaters zu verstreuen.

### Musik

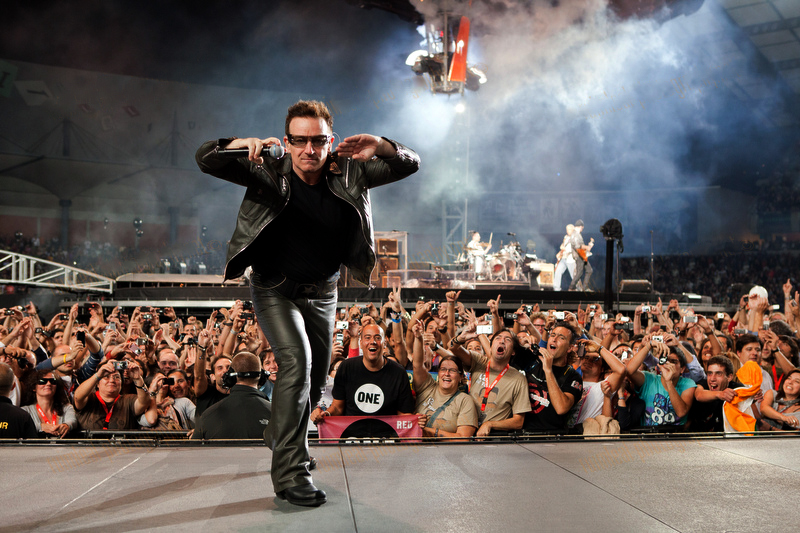
U2 live im Stadion von Coimbra (2010)

Die gemeinsamen keltischen Wurzeln in Irland und Portugal zeigen sich auch in einigen Parallelen bei Instrumenten und Musik überlieferter Musiktraditionen in beiden Ländern. In der traditionellen Musik im Nordosten Portugals ist zudem noch der Gebrauch von Instrumenten wie Dudelsack oder kleinen Flöten üblich, ähnlich wie in Teilen der traditionellen irischen Musik.
Irische Musiker und Besucher sind häufig beim Festival Intercéltico de Sendim zu Gast, dem wichtigsten Festival für keltische Musik in Portugal. Auch beim FMM Festival das Musicas do Mundo, dem wichtigsten portugiesischen Weltmusikfestival, treten gelegentlich irische Musiker auf, etwa Christy Doran (2008).
Beim internationalen Chor-Festival von Cork sind immer wieder auch portugiesischsprachige Chöre zu Gast, und die offizielle Website gibt es neben einer Vielzahl Sprachen auch auf Portugiesisch.
Den Eurovision Song Contest konnte Irland bereits sieben Mal gewinnen, Portugal gewann bislang einmal (Stand 2020).
Die Band U2 gehört auch in Portugal zu den bekanntesten irischen Musikern und gastierte hier mehrmals.

## Sport

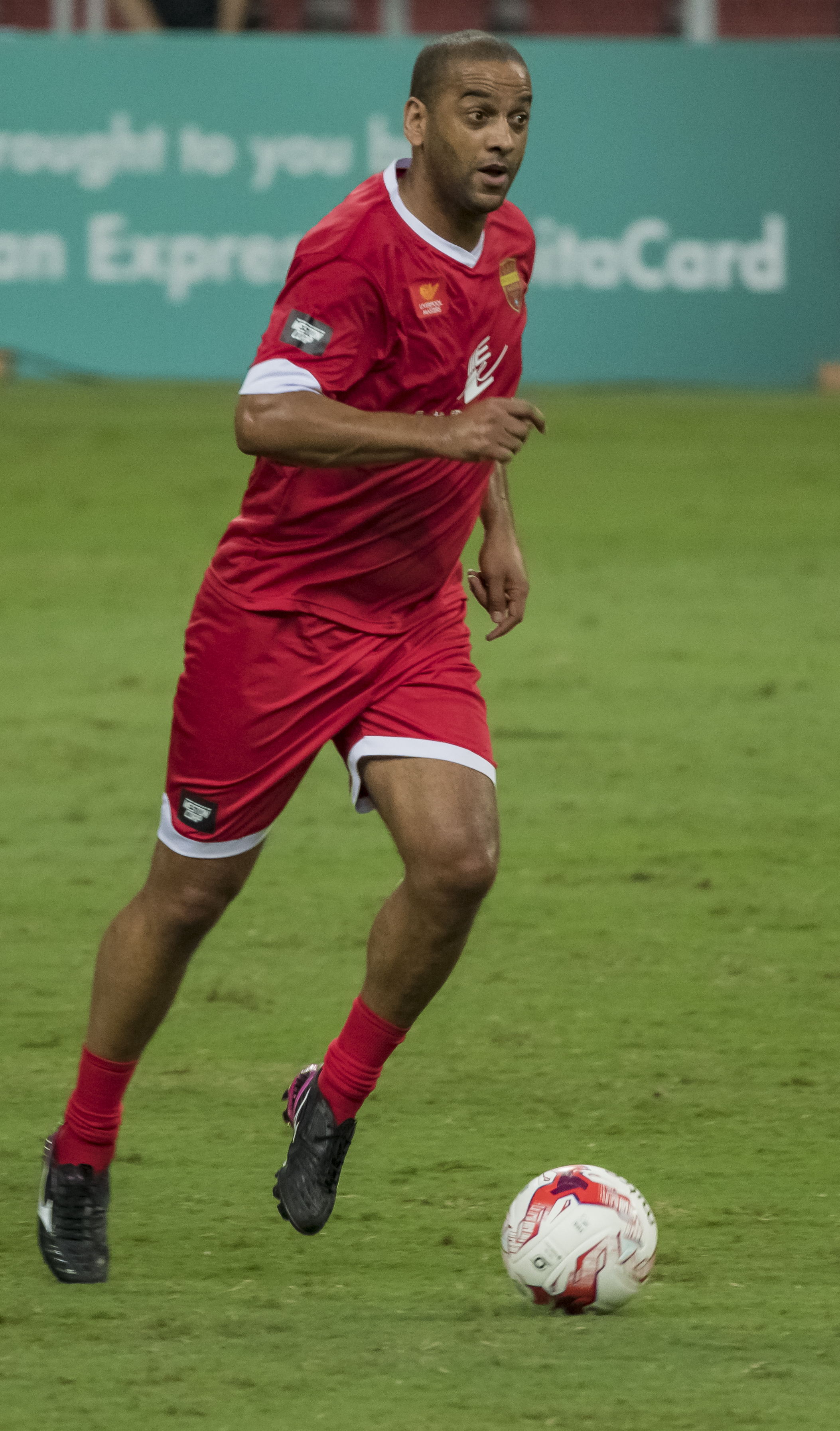
Phil Babb im Trikot einer Ehrenmannschaft des FC Liverpool (2017): Bapp ist eines der wenigen Beispiele für irische Spieler in Portugal

### Fußball
Männer
Die irische Fußballnationalmannschaft und die portugiesische Nationalelf der Männer sind bisher 13 Mal aufeinander getroffen, erstmals am 16. Juni 1946. Das Freundschaftsspiel in Lissabon endete 3:1 für die Gastgeber. Insgesamt gewannen die Iren vier und die Portugiesen sieben Begegnungen, zweimal trennte man sich unentschieden (Stand Ende 2020).
Bei der EM 2004 in Portugal war Irland nicht vertreten.
Irische Spieler laufen bevorzugt für britische Klubs und eher selten für portugiesische Teams auf. Zu den vergleichsweise wenigen Beispielen zählt der irische Nationalspieler Phil Babb, der von 2000 bis 2002 für Sporting Lissabon spielte. Der irische Nationalspieler Mickey Walsh ging 1980 zum FC Porto, wo er bis 1986 spielte. Danach spielte er für weitere nordportugiesische Klubs, bis er 1988 beim damaligen Zweitligisten Rio Ave FC, ebenfalls aus dem Norden Portugals, seine Karriere ausklingen ließ. 
Frauen
Die irische und die portugiesische Fußballnationalmannschaft der Frauen trafen bisher zehnmal aufeinander, erstmals am 18. März 2003 im portugiesischen Quarteira. Das Spiel beim Algarve-Cup 2003 ging 3:2 für die Gastgeberinnen aus. Insgesamt gewannen die Irinnen drei Begegnungen, fünfmal blieben die Portugiesinnen siegreich, zweimal spielte man unentschieden (Stand Ende 2020).
Beim Algarve-Cup nahmen die Irinnen seit 2003 fünfmal teil, mit dem 10. Platz 2006 als bislang beste Platzierung, während der 3. Platz 2018 die bislang beste Platzierung der Gastgeberinnen war (Stand 2020).